# コーネリアス・ランドルフ
コーネリアス・ランドルフ（Cornelius Cleopatrik Randolph, 1997年6月2日 - ）は、アメリカ合衆国ジョージア州ブランズウィック出身のプロ野球選手（外野手）。右投左打。リーガ・メヒカーナ・デ・ベイスボル（メキシカンリーグ）のキンタナロー・タイガース所属。

## 経歴

### プロ入りとフィリーズ傘下時代
2015年のMLBドラフト1巡目（全体10位）でフィラデルフィア・フィリーズから指名され、プロ入り。契約後はルーキー級ガルフ・コーストリーグ・フィリーズ（GCLフィリーズ）でプロデビューし、53試合に出場して打率.302、1本塁打、24打点を記録した。
2016年はルーキー級GCLフィリーズとA級ジャージーショア・ブルークロウズに所属し、2球団合計で68試合出場、打率.264、2本塁打、27打点を記録した。
2017年はA+級クリアウォーター・スレッシャーズで122試合に出場し、打率.250、13本塁打、55打点を記録した。
2018年にAA級レディング・ファイティン・フィルズに昇格。118試合に出場して打率.242、5本塁打、40打点を記録した。
2019年もAA級レディングに所属。102試合に出場して打率.247、10本塁打、44打点を記録した。
2020年は新型コロナウイルスの感染拡大の影響でマイナーリーグが開催されなかったため、公式戦の出場はなかった。オフはオーストラリアン・ベースボールリーグ（ABL）のアデレード・ジャイアンツでプレーした。
2021年はAAA級リーハイバレー・アイアンピッグスで開幕を迎えたが、右肘の故障で5月に戦線離脱。8月に復帰したが、この影響でマイナーでの出場試合数は53試合にとどまった。オフの11月7日にFAとなった。

### ホワイトソックス傘下時代
2022年3月7日にシカゴ・ホワイトソックスとマイナー契約を結んだ。AA級バーミングハム・バロンズで開幕を迎えたが、11試合に出場して34打数4安打、打率.118と極度の不振に陥り、5月3日に自由契約となった。

### 独立リーグ時代
2022年5月10日にアメリカン・アソシエーションのケーンカウンティ・クーガーズと契約した。ここでは87試合に出場し、打率.310、14本塁打、64打点、13盗塁を記録した。
2023年もケーンカウンティに所属。63試合に出場し、打率.279、5本塁打、36打点を記録した。
2024年1月20日にリーガ・メヒカーナ・デ・ベイスボル（メキシカンリーグ）のチワワ・ゴールデンズと契約したが、シーズン開幕前の4月10日に自由契約となった。5月2日にケーンカウンティと再契約を結んだ。この年は79試合に出場し、打率.343、11本塁打、58打点を記録した。

### メキシカンリーグ時代
2024年11月8日にメキシカンリーグのキンタナロー・タイガースと契約を結んだ。